# Хандога Григорій Семенович
Григорій Семенович Хандога (народився 26 квітня 1932 в селі Спаське Сосницького району Чернігівської області — 13 січня 1987) — український поет, художник, фотограф.

## Життєпис
У селянській родині Семена Антоновича та Євдокії Тарасівни Хандог було шестеро дітей.
Навчався в сільській школі, в інтернаті, лікувався в туберкульозному санаторії. Травма лівої ноги, якої зазнав у дитинстві, давалася взнаки все життя.
Дружина Антоніна.
13 січня 1987 року зимового вечора митця збила на засніженому шляху вантажівка…

## Пам'ять
17 січня 2017 в конференц-залі Чернігівської ОУНБ ім. В. Г. Короленка відбувся вечір пам'яті «Колядин, колядин. Світ великий — я один…» до 30-х роковин трагічної загибелі Григорія Хандоги.